# Ronda de piedra
Ronda de Piedra es una telenovela brasileña producida por Rede Globo y emitida a las 18:00 horas del 18 de mayo al 14 de noviembre de 1981, en 155 capítulos, reemplazando a As Três Marias y siendo reemplazada por Terras do Sem-Fim. Era la 22ª "telenovela de los seis" emitida por la emisora. Escrita por Teixeira Filho, quien adaptó la novela de Lygia Fagundes Telles, y dirigida por Reynaldo Boury y Wolf Maya.
Basado libremente en el libro homónimo de 1954, escrito por Lygia Fagundes Talles. Contó con Eva Wilma, Armando Bógus, Adriano Reys, Norma Blum, Lucélia Santos, Priscila Camargo, Sílvia Salgado y Edson Celulari en los papeles principales. 

## Sinopsis
La historia se desarrolla en Jardim Europa, en São Paulo, en la década de 1940, y cuenta la historia de Laura Prado (Eva Wilma), una bella mujer que se dedica a las artes y está casada con el rudo Natércio Prado (Adriano Reys), que siempre la oprime. Es un hombre rico y tradicional. Las dos viven juntas y con sus tres hijas: Bruna (Sílvia Salgado), la mayor, Otávia (Priscila Camargo), la mediana, y Virgínia (Lucélia Santos), la menor.
Debido a las constantes crisis en su matrimonio, Laura sufre un gran trauma y es hospitalizada como loca por su marido. Los dos se separan y la familia termina dividiéndose. Laura, delicada de salud y sin dinero, se queda con Virgínia y Natércio con sus hermanas, Otávia y Bruna. 
Laura decide vivir en Vila Mariana, en casa de su neurólogo, Daniel (Armando Bógus), por quien siente un enorme cariño. Siempre había estado enamorado de ella, creyendo que ahora podría liberarse de las garras de su duro esposo, teniendo la oportunidad de recuperarla. Además, Daniel cree que el problema de salud de Laura no es mental, sino físico. Lo que no sabe es que Laura esconde un gran secreto: Vírginia no es hija de Natércio, sino suya.
Mientras Laura y Vírginia viven juntas, Natércio vive con Otávia y Bruna en su hermosa mansión. Las chicas tienen que lidiar con la arrogancia y hostilidad de la malvada Frau Herta (Norma Blum). Frau Herta siempre ha estado enamorada de Natércio, sin ser correspondida. Con la separación de la pareja, ella tiene la oportunidad perfecta de convertirse en la señora Silva Prado.
Otro núcleo importante es Eduardo (Marcelo Picchi). Es vecino de Daniel y vive con su madre, Bibiana (Joyce de Oliveira) y su abuela, Bela (Elza Gomes). Eduardo se enamora perdidamente de Vírginia, pero va a disputarla con Luís Carlos (Roberto Pirillo), un típico coqueto, el amor de infancia de la niña.
A partir de entonces, las historias paralelas de la trama se suceden simultáneamente en Jardim Europa y Vila Mariana.

## Producción
Teixeira Filho se basó en la novela homónima de Lygia Fagundes Telles. Sin embargo, para la telenovela, el autor se centró únicamente en la etapa en la que el personaje de Virginia (Lucélia Santos) es una adolescente.
Uno de los grandes desafíos del autor fue tratar los temas escabrosos del libro, como el divorcio, la separación, el adulterio, la esquizofrenia, la impotencia masculina y la homosexualidad. Como estos temas no se podían explorar en profundidad, solo se colocaban de forma ligera o sugerente.
Lucélia Santos interpretaba a la estrella Luz del Fuego para la película de David Neves, cuando la llamaron para la telenovela. Tuvo que cambiar por completo su look para vivir el personaje. La actriz recuerda que componer a la recatada Virgínia fue difícil, justamente porque ella tuvo un comportamiento opuesto al de la estrella, cuya vida estuvo marcada por los escándalos. Virginia era una joven de los años 40, dulce e ingenua. La actuación de Lucélia Santos recibió varios elogios de la crítica y el público de la época, llegando incluso a ser portada de Playboy en noviembre de 1981.
La telenovela presentaba una minuciosa constitución de la ciudad de São Paulo en la década de 1940. Algunas escenas externas en los jardines de la mansión familiar y en Vila Mariana fueron grabadas en la ciudad de Petrópolis y Santa Teresa, en Río de Janeiro.
Los escenarios de la telenovela fueron de Mário Monteiro y Leila Moreira. El vestuario fue firmado por Maria Lúcia Areal. 

## Elenco
| Actor               | Personaje              |
| ------------------- | ---------------------- |
| eva wilma           | Laura Prado            |
| Armando Bogus       | Dr. Daniel             |
| adriano reyes       | Natercio Prado         |
| norma blum          | Frau Herta             |
| lucelia santos      | Virginia prado         |
| priscila camargo    | Otávia Prado           |
| Silvia Salgado      | Bruna Prado            |
| marcelo picchi      | Eduardo Schneider      |
| roberto pirillo     | Luis Carlos Doria      |
| fabio junqueira     | Pedro Vivaldi          |
| edson celulari      | Sergi                  |
| paulo ramos         | Rogelio                |
| Alzira Andrade      | Margarita Oliveira     |
| Ana Lucía Torre     | Celina Doria           |
| castro gonzaga      | Cícero Doria           |
| Mónica Torres       | Leticia Doria          |
| María Helena Días   | Dra. Ligia             |
| Neuza Amaral        | Idalina Dias           |
| Arturo Costa Filho  | Manoel Vivaldi         |
| Gilda Sarmiento     | Vivência Vivaldi       |
| Joyce de Oliveira   | Bibiana Schneider      |
| elza gomes          | Bella Schneider        |
| Lupe Gigliotti      | Mariana Oliveira       |
| Enio Santos         | Francisco Oliveira     |
| Patricia Parker     | Elvira                 |
| Marcia Gastaldi     | Creuzá                 |
| Djenane Machado     | Enfermera guiomar dias |
| Rosa Addario        | Enfermera Beatriz      |
| Iván de Almeida     | juvenil                |
| María Elena Velasco | Luciana                |
| Helena Adelsohn     | Ana Maria              |
| lana magdala        | Julieta                |
| Pedro Rocha         | anselmo                |

### Participaciones especiales
| Actor               | Personaje       |
| ------------------- | --------------- |
| Dennis Derkian      | Conrado         |
| Manfredo Colassanti | Benito Doria    |
| henriqueta brieba   | Ana Doria       |
| Jorge Cherques      | Casemiro García |
| jose augusto branco | de piel oscura  |
| Chico Tenreiro      | Péricles        |
| Josefina Helena     | Lena Pamposo    |
| Severino            | Tu beso         |
| Percy Aires         | Padre Aluisio   |

## Elenco de apoyo
| Actor            | Personaje |
| ---------------- | --------- |
| ana magdala      | julieta   |
| cleston teixeira | Firmino   |
| Helena Adelsohn  | Ana Maria |
| marcia gastaldi  | Creuzá    |
| patricia parker  | elvira    |
| Pedro Rocha      | anselmo   |
| rosa addario     | Beatriz   |
| Thaís de Campos  | Silvia    |

## Repetición
La telenovela se volvió a presentar dentro del programa femenino TV Mulher, a partir de enero de 1983.

## Exposición internacional
Ciranda de Pedra fue vendida a alrededor de 40 países, como Argentina, Colombia, Chile, China, Estados Unidos, Francia, Italia, Marruecos, Nicaragua y Suiza. 

## Versiones
Ciranda de Pedra obtuvo una nueva versión, escrita por Alcides Nogueira. Sin embargo, no se trata de un remake, sino de una nueva adaptación de la novela de Lygia Fagundes Telles. El estreno tuvo lugar el 5 de mayo de 2008. La nueva versión, a diferencia de esta, complació al autor de la novela.

## Banda sonora
1. "Mona Lisa" - Sandra Sa
2. "Eu Vou Ter Semper Você (Nunca Lo Sabrás)" - Antônio Marcos
3. "Diez Años (Diez Años)" - Gal Costa
4. "Frenesí" - María Creúsa
5. "La canción del tranvía" - Joao Gilberto
6. "Cielo rosa (verano indio)" - Em Cy Quarteto
7. "Cóctel para dos" - Ronnie Von
8. "Trébol de cuatro hojas" - Nara Leão
9. "Serenata a la luz de la luna" - Pholhas
10. "¿Cuántos hay (Jingle Jangle Jingle)" - Santa Cruz
11. "Serenata" - Cauby Peixoto
12. "Bailando con lágrimas en los ojos" - Altemar Dutra